# Hypogeomys antimena
Hypogeomys antimena és una espècie de mamífer rosegador de la família dels nesòmids. És endèmic de l'oest de Madagascar, on viu a altituds d'entre 60 i 100 msnm. Es tracta d'un animal nocturn que s'alimenta de fruita, llavors, fulles, arrels, tubercles i l'escorça d'arbres. El seu hàbitat natural són els boscos costaners secs i caducifolis. Està amenaçat per l'agricultura d'artigatge, la producció de carbó vegetal, el pasturatge i la tala d'arbres.